# 2nd Sucks
2nd Sucks è un brano musicale degli A Day to Remember, quinta traccia del quarto album in studio della band, What Separates Me from You.

## La canzone
Scritto da Jeremy McKinnon per quanto riguarda i testi e da Kevin Skaff, Tom Denney, Chad Gilbert e lo stesso McKinnon per quanto riguarda la musica, 2nd Sucks si apre con un forte rumore in crescendo che sfocia in un "Fight!" computerizzato e quindi nel riff principale del brano, principalmente caratterizzato dalla voce urlata di McKinnon e dalle potenti linee di basso e chitarra.
È stato il primo brano rivelato prima dell'uscita dell'album, subito prima dell'uscita del singolo apripista All I Want: dapprima viene pubblicata una breve anteprima sul profilo Facebook della Victory Records, e successivamente il brano viene reso disponibile per lo streaming nella sua interezza, per tre giorni, a partire dal 21 ottobre 2010.

## Video musicale
Il video ufficiale realizzato per il brano, diretto da Drew Ross e pubblicato il 27 febbraio 2012, utilizza elaborati editing di animazioni e sfondi in 16 bit con riprese reali dei membri della band in tale contesto, creando un concept video ben riuscito e originale. Dopo un lungo intro che vede tre bambini che cercano di entrare in una sorta di club di videogiocatori privato e riescono ad arrivare a un videogioco arcade chiamato 2nd Sucks, inizia il brano e così il vero e proprio video musicale. Il gioco, in perfetto stile Mortal Kombat, vede i diversi membri della band (ADTR) combattere contro un secondo gruppo (Haters) formato da Redneck Bully, Keyboard Warrior, Shady McScenester, Pretentious Music Critic e Beardo. Le scene dei 5 combattimenti (vinti tutti dagli ADTR) si alternano a quelle in cui la band suona in un locale affollato. L'ultimo combattimento, McKillon (alias Jeremy McKinnon) vs. Beardo (parodia di Dan O'Connor dei Four Year Strong), ha come sfondo la copertina di What Separates Me from You; inoltre McKillon sconfigge il suo avversario con una mossa chiamata "Rondhouse That the Doubt Build", in riferimento al brano This Is the House That Doubt Built contenuto in What Separates Me from You, mentre Beardo dispone della mossa "Bada Belly", riferimento a un brano dei Four Year Strong. Nel video compare anche l'ex chitarrista della band Tom Denney e l'ex membro degli 'N Sync Chris Kirkpatrick.

## Formazione
- Jeremy McKinnon – voce
- Kevin Skaff – chitarra solista, voce secondaria
- Neil Westfall – chitarra ritmica
- Joshua Woodard – basso
- Alex Shelnutt – batteria